# Янанебібув
«Янанебібув» (рус. Янанебебыл) — второй студийный музыкальный альбом группы «Океан Ельзи», представленный в 2000 году в Киеве.
На песни «Той день», «Сосни» и «Відпусти» сняты клипы. Песни «Кавачай» и «Коли тебе нема» прозвучали в фильме «Брат 2», что сразу сделало группу очень популярной в России.
По словам Святослава Вакарчука: «На мой взгляд, „Янанебібув“, несмотря на все усилия продакшн-команды, с точки зрения звука весьма посредственен, воспринимать его саунд как полноценный, сегодня невозможно. Просто там песни очень честные и красивые. И людям абсолютно всё равно, какой там звук, мастеринг… Технические детали не имеют никакого отношения к успеху той пластинки. Мы были молодыми, голодными, хотели доказать всем, — и, прежде всего, самим себе — что мы лучшие. Кажется, это у нас тогда получилось».

## Список композиций
Слова и музыка песен — Святослав Вакарчук, если не указано иное.
| №   | Название                                                  | Текст песни   | Музыка                            | Длительность |
| --- | --------------------------------------------------------- | ------------- | --------------------------------- | ------------ |
| 1.  | «Янанебібув — (рус. Янанебебыл)»                          |               | Юрий Хусточка, Святослав Вакарчук | 3:19         |
| 2.  | «Той день — (рус. Тот день)»                              |               |                                   | 3:58         |
| 3.  | «Мало мені — (рус. Мало мне)»                             |               | Святослав Вакарчук, Павел Гудимов | 5:06         |
| 4.  | «Сосни — (рус. Сосны)»                                    |               |                                   | 4:31         |
| 5.  | «Кавачай — (рус. Кофечай)»                                |               | Святослав Вакарчук, Павел Гудимов | 4:39         |
| 6.  | «Відпусти — (рус. Отпусти)»                               |               |                                   | 3:52         |
| 7.  | «Африка — (рус. Африка)»                                  |               |                                   | 4:24         |
| 8.  | «Поясни — (рус. Объясни)»                                 | Павел Гудимов | Павел Гудимов                     | 3:39         |
| 9.  | «Фіалки — (рус. Фиалки)»                                  |               |                                   | 3:43         |
| 10. | «Коли тебе нема — (рус. Когда тебя нет)»                  |               |                                   | 3:17         |
| 11. | «Етюд — (рус. Этюд)»                                      |               |                                   | 2:21         |
| 12. | «Там, де нас нема — (рус. Там, где нас нет) (бонус-трек)» |               |                                   | 3:27         |

## Музыканты
- Святослав Вакарчук — вокал
- Павел Гудимов — гитара, мандолина, бэк-вокал
- Юрий Хусточка — бас-гитара
- Денис Глинин — барабаны

### Специально приглашенные музыканты
- Игорь (колбаса) Мельничук — акустический бас
- струнный квартет «Наполеон»: 3, 6
  - Сергей Митрофанов — скрипка
  - Ростислав Бут — скрипка
  - Максим Симчич — альт
  - Яков Душаков — виолончель
  - Евгений Ступка (Євген)— Fender Rhodes 2, 3, 4, 6, 9: тамбурин 1, 3: синтезаторы 4

### Также участвовали в записи
- программирование барабанов [6]: Евгений Ступка
- аранжировка — ОКЕАН ЭЛЬЗЫ, Евгений Ступка [кроме [6] Евгений Ступка]
- аранжировка струнных — Евгений Ступка
- запись — Сергей Товстолужский, Евгений Ступка [кроме [6] Олег Ступка, Евгений Ступка]
- запись вокала — Евгений Ступка
- запись струнных — Виталий Телезин
- сведение — Виталий Телезин [кроме 4 (Евгений Ступка)]
- записано и сведено на студии — «Столица Звукозапись» [июнь 1999 — январь 2000 гг.]
- мастеринг — «Кристальная музыка»
- продюсер альбома — Евгений Ступка

## Продюсеры
- агентство NEMO
- продюсер: Виталий Климов
- менеджер: Игорь Бойко

## Рецензии
- ОКЕАН ЕЛЬЗИ - Альбом: Янанебібув (англ.). Zvuki.ru (7 июля 2000). Дата обращения: 4 марта 2018. Архивировано 5 марта 2018 года.